# Kapuzenmeise

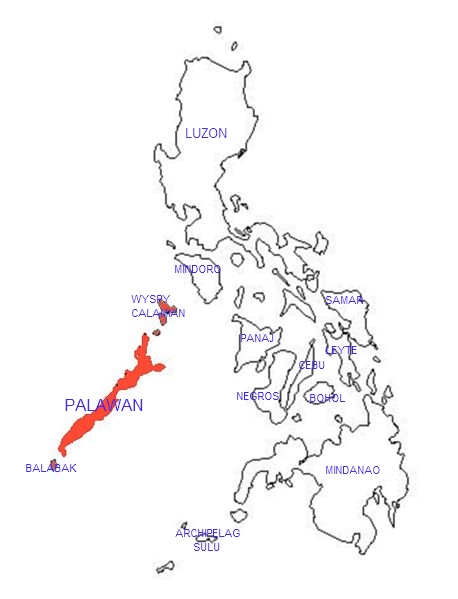
Verbreitungsgebiet der Kapuzenmeise auf den Philippinen

Die Kapuzenmeise (Pardaliparus amabilis) ist eine endemisch auf den Philippinen vorkommende Singvogelart aus der Familie der Meisen (Paridae).

## Merkmale
Die Kapuzenmeise erreicht eine Körperlänge von ca. 13 Zentimetern. Der Kopf, der Hals, die Kehle sowie die Flügel und die mittleren Schwanzfedern sind schwarz, die Flügelansätze mit zwei Querbändern sowie die Handschwingen und Schwanzspitzen sind weiß. Das Rückengefieder sowie die gesamte Unterseite sind gelb. Bei den Weibchen ist das Rückengefieder meist hell olivgrün. Aufgrund der markanten Zeichnung ist die Art unverwechselbar.

## Verbreitung und Lebensraum
Die Kapuzenmeise kommt ausschließlich auf der philippinischen Insel Palawan und den umliegenden kleinen Inseln Busuanga und Balabac vor. Sie bewohnt Wälder in Höhenlagen von bis zu 800 Metern. Unterarten werden nicht geführt.

## Lebensweise
Kapuzenmeisen leben einzeln, paarweise oder in kleinen Gruppen, bevorzugt in den mittleren Lagen hoher Bäume. Ihr Nahrungsspektrum umfasst Samen und Obst sowie viele Gliederfüßerarten. Weitere Details zur Lebensweise der Art müssen noch erforscht werden.

## Bestand und Gefährdung
Aufgrund des begrenzten Lebensraums wird die Kapuzenmeise von der Weltnaturschutzorganisation IUCN als „near threatened = potentiell gefährdet“ geführt.